# Albatros Al 101
O Albatros Al 101 foi uma aeronave de treino alemã dos anos 30. Era um monoplano de configuração convencional, em que o piloto instrutor ia sentado à frente e o piloto aprendiz ia sentado atrás, em cabines abertas diferentes. A versão de hidroavião tinha a asa mais curta e em plano mais baixo.
Inicialmente produzida pela Albatros Flugzeugwerke GmbH, a sua produção foi continuada pela Focke-Wulf Flugzeugbau AG.

## Variantes[4]
- L 101 - um protótipo de treino construído
- L 101W - hidroavião de treino, foram construídos apenas dois protótipos
- L 101C - quatro exemplares de treino construídos
- L 101D - 60 exemplares de treino construídos